# 31576 Nandigala
31576 Nandigala è un asteroide della fascia principale. Scoperto nel 1999, presenta un'orbita caratterizzata da un semiasse maggiore pari a 2,5867801 UA e da un'eccentricità di 0,2004647, inclinata di 3,31022° rispetto all'eclittica.